# Okidoki – Party mit Christoph
Okidoki – Party mit Christoph ist das erste Musikalbum von Christoph Hirschler. Es erschien im August 2021 bei ORF-Enterprise in Zusammenarbeit mit der Produktionsfirma von Thomas Brezina, Tower 10. und enthält neun Songs für Kinder in unterschiedlichen Musikstilen.

## Musikstil
Am Album findet sich eine bunte Mischung aus verschiedenen Musikstilen. Von Rock und Pop und Jazz über Country bis zu einer Musicalnummer mit Kater Kurt. Die Songs auf „Okidoki Party“ greifen einige Inhalte aus dem erfolgreichen ORF-Kinderprogramm Okidoki musikalisch auf.

## Entstehungsgeschichte
Bei den Dreharbeiten für das ORF Kindermagazin „Hallo Okidoki“ gab Moderator Christoph Hirschler immer wieder kurze Songs zum Besten. Diese bestanden meist aus 4 Zeilen. Ende des Jahres 2020 wurde beschlossen diese Songs fertig zu schreiben und ein Album zu produzieren.

## Titelliste
1. Okidoki – 2:58 (C. Hirschler / C. Hirschler, Zierhofer)
2. Ein Freund wie er im Buche steht (feat. Kater Kurt) – 3:58 (C. Hirschler, Chladt / Chladt)
3. 1000 Tricks – 3:17 (C. Hirschler, H. Hirschler / C. Hirschler, Zierhofer)
4. Superheldin – 2:48 (C. Hirschler / C. Hirschler, Zierhofer)
5. Uns're Welt – 2:56 (C. Hirschler, H. Hirschler / C. Hirschler, Zierhofer)
6. Es ist so schön (feat. Thomas Brezina)– 2:56 (C. Hirschler / C. Hirschler, Zierhofer)
7. Vater, Daddy, Papa, Paps – 3:05 (C. Hirschler, Barcal-Korrak / C. Hirschler, Zierhofer)
8. Hey Mama (feat. Missing Link) – 3:04 (C. Hirschler / C. Hirschler, Zierhofer)
9. Egal (feat. Kulturreif Musicalschool) – 3:49 (C. Hirschler, H. Hirschler / C. Hirschler, Zierhofer)
10. Sing Mit Version – OKIDOKI – 2:58
11. Sing Mit Version – Ein Freund wie er im Buche steht (feat. Kater Kurt) – 3:58
12. Sing Mit Version – 1000 Tricks – 3:17
13. Sing Mit Version – Superheldin – 2:48
14. Sing Mit Version – Uns're Welt – 2:56
15. Sing Mit Version – Es ist so schön (feat. Thomas Brezina)– 2:56
16. Sing Mit Version – Vater, Daddy, Papa, Paps – 3:05
17. Sing Mit Version – Hey Mama (feat. Missing Link) – 3:04
18. Sing Mit Version – Egal (feat. Kulturreif Musicalschool) – 3:49